# Hold the Line
Pour single de Brown Eyed Girls, voir Hold The Line (chanson de Brown Eyed Girls).
Singles de Toto
I'll supply the love
(1978)
Hold the Line est une des chansons phares du groupe de rock Toto. 
Cette chanson, écrite et composée en 1977 par David Paich, a été enregistrée sur le premier album du groupe Toto, sorti en 1978. En outre, cette chanson est montée à la cinquième place des charts américains, ce qui a donné au groupe une certaine notoriété, dès leurs débuts. 

## Musiciens
- Bobby Kimball : chant
- Steve Lukather : guitare, chœurs
- Steve Porcaro : claviers, chœurs
- David Paich : claviers, chœurs
- David Hungate : basse
- Jeff Porcaro : batterie, percussions

## Reprises
- La chanson est reprise en live sur l'album Papa Was a Sexy Dancer (1992)

- Le groupe Yoso, formé de Bobby Kimball, Billy Sherwood et Tony Kaye, reprend la chanson en concert en 2009 et 2010[2], et sur son album live Elements (2010)[3].

## Dans la culture populaire
La chanson Mon son du rappeur français Booba comporte un sample de ce morceau. 
Ce titre fait également partie de la playlist du jeu Grand Theft Auto: San Andreas, audible sur la radio fictive K-DST.
La chanson apparait dans le premier épisode de la série télévisée Mindhunter (2017).
Elle apparaît également dans la série Narcos: Mexico (saison 1, épisode 2) (2018), et la série 9-1-1 (saison 3, épisode 16).
Elle est utilisée également dans le film Lou (2022), un film de la plateforme Netflix.